# Елеусинов, Ерлан Умирзакович
Ерлан Умирзакович Елеусинов (каз. Ерлан Өмірзақұлы Елеусінов; род. 2 июля 1972 года) — казахстанский футболист.

## Карьера
Первую игру провёл 4 апреля 1990 года в кубковой встрече «Кайрата» против чимкентского «Мелиоратора». Это была единственная игра Ерлана в сезоне.
Следующий сезон Ерлан провёл во второй лиге в составе «Олимпии».
В чемпионате Казахстана дебютировал в первом его туре в составе «Форфора» Джамбул. Восемь сезонов входил в основной состав команды.
В 2000-01 годах играл в алматинском «Кайрате».
2002—2003 году провёл в Актюбинске.
Вернувшись в 2004 году в Тараз, выступал в команде до 2007 года.
Входит в первую десятку (на 6 месте) футболистов, проведших наибольшее количество матчей.
Привлекался в сборную Казахстана, в составе которой провёл 9 матчей. В 2001-м году Елеусинов являлся капитаном сборной Казахстана.

## Достижения
- Чемпион Казахстана: 1996
- Вице-чемпион Казахстана: 1995, 1997
- Обладатель Кубка Казахстана: 2000, 2001, 2004
- Финалист Кубка Казахстана: 1992, 1993

## Тренерская карьера
В Таразе работает в тренерском штабе команды в должностях тренера по физической подготовки и второго тренера.